# Geomyphilus thomomysi
Geomyphilus thomomysi är en skalbaggsart som beskrevs av Brown 1928. Geomyphilus thomomysi ingår i släktet Geomyphilus och familjen Aphodiidae. Inga underarter finns listade i Catalogue of Life.